# Deutsches Mennonitisches Friedenskomitee
Koordinaten: 49° 21′ 28,7″ N, 8° 46′ 56,4″ O
Das Deutsche Mennonitische Friedenskomitee ist ein Werk der Arbeitsgemeinschaft Mennonitischer Gemeinden in Deutschland. Der Leitgedanke des Friedenskomitees ist Gottes Frieden und Gerechtigkeit sollen in dieser Welt Gestalt annehmen. Das DMFK wird durch Spenden von Mennonitengemeinden und Einzelpersonen gefördert. Neben dem hauptamtlichen Friedensarbeiter wird die Arbeit von einem Vorstand, zahlreichen Einzelpersonen und gelegentlich von bezahlten Freiwilligen geleistet.

## Geschichte
Das Deutsche Mennonitische Friedenskomitee wurde im Jahr 1956 im Bürgerbräu in Ludwigshafen als Reaktion auf die deutsche Wiederbewaffnung gegründet. Auch die Erfahrungen des Zweiten Weltkrieges spielten eine Rolle. Mit der Gründung des Friedenskomitees bemühten sich die deutschen Mennoniten wieder an die pazifistische Theologie der frühen Mennoniten anzuknüpfen, nachdem ein Teil der deutschen Mennoniten im 19. und 20. Jahrhundert ihre gewaltfreie Position aufgab und bereitwillig als Soldaten im Ersten und Zweiten Weltkrieg diente. Die Mennoniten werden traditionell den historischen Friedenskirchen zugerechnet. Mit Verweis auf die Bergpredigt standen schon die Mennoniten der Reformationszeit für Gewaltfreiheit ein.

## Aktivitäten und inhaltliche Ausrichtung
Im Oktober 1984 richtete das DMFK unter der Leitung von Wolfgang Krauß sein ständiges Büro in Bammental ein. In den 1980er Jahren nahm das DMFK aktiv an den Protesten gegen die Aufrüstung der amerikanischen Streitkräfte in Deutschland teil. Im Jahr 1986, während die Mennoniten das dreihundertjährige Jubiläum der ersten deutschen Auswanderung nach Amerika feierten, entwickelten die deutsche und die amerikanische Regierung enge Beziehungen, die zum heutigen Militärbündnis der NATO führten. DMFK schloss sich den Anti-Nato-Protesten an und wies darauf hin, dass gute deutsch-amerikanische Beziehungen keine "Waffenbrüderschaft" sein müssen. DMFK informierte die Öffentlichkeit, dass unter den frühen Auswanderern in die USA Mennoniten und Quäker aus Krefeld waren, die den Atlantik überquerten, um Religionsfreiheit zu finden, einschließlich des Rechts, sich nicht militärisch zu engagieren.
Auch an der Anti-Atomkraft-Bewegung in Deutschland während der 1980er Jahre regte das DMFK die Mennonitengemeinden an, sich den Protesten anzuschließen. 2003, kurz vor Beginn des Irak-Krieges, gründete DMFK das Military Counseling Network, um in Europa stationierte amerikanische Militärangehörigen zu beraten, die sich einen Antrag auf Kriegsdienstverweigerung stellen wollten. Einige junge US-amerikanischen Mennoniten dienten im Rahmen eines Freiwilligendienstes als Berater in dieser Arbeit. 2013 beendete DMFK seine formale Verbindung zum Military Counseling Network.
Arbeitsschwerpunkte des DMFK sind neben der Arbeit in den einzelnen Gemeinden und der Durchführung von Seminaren und Tagungen auch konkrete Projekte wie die Förderung von Friedensprojekten im In- und Ausland. Das DMFK trägt durch Vorträge und internationale Konferenzen zur ökumenischen Diskussion im Bereich der Friedenstheologie bei. Statt militärischer Eskalation soll die Zivile Konfliktbearbeitung gestärkt werden. In diesem Sinne ist das Friedenskomitee auch in Kirche und Gesellschaft politisch aktiv.

## Michael-Sattler-Friedenspreis
2006 initiierte das DMFK den Michael-Sattler-Friedenspreis anlässlich seines fünfzigjährigen Bestehens. Der Preis ist benannt nach Michael Sattler, einem der frühen, einflussreichen Führer der Täuferbewegung, der am 20. oder 21. Mai 1527 in Rottenburg auf dem Scheiterhaufen verbrannt wurde. Der Sattler-Preis wurde ins Leben gerufen, um Personen oder Gruppen zu ermutigen, zu ehren und auf sie aufmerksam zu machen, die im Sinne Sattlers gewaltfrei gehandelt haben. "Der Preis wird verliehen an Personen, Gruppen, Kirchen und Gemeinschaften, die sich exemplarisch in Leben, Forschung oder praktischen Initiativen einsetzen für eine oder mehrere der folgenden Felder: gewaltfreies Christuszeugnis; Versöhnung zwischen verfeindeten Menschen, Gruppen, Völkern; herausfordernden Dialog zwischen Religionen und Weltanschauungen; verbindliche Gemeinschaft der Nachfolger und Nachfolgerinnen Jesu; herrschaftskritische Kontrastgesellschaft. Zugehörigkeit zu einer christlichen Denomination ist nicht Voraussetzung."
Bisherige Preisträger sind:
- 2006 – Christian Peacemaker Teams
- 2007 – Zelt der Völker (Tent of Nations), Betlehem, Palästina
- 2010 – Howard Zehr, Professor für Soziologie und Restorative Justice an der Eastern Mennonite University/USA
- 2013 – Judy da Silva, Friedensaktivistin der Kanadischen First Nation (Grassy Narrows)
- 2016 – Ekklesiyar Yan’uwa a Nigeria (EYN) und ihre „Christian and Muslim Peace Initiative“ (CAMPI)[5]

2016 wurde die Arbeit von CAMPI, der christlichen und muslimischen Friedensinitiative (Christian and Muslim Peace Initiative) von Ekklesiyar Yan'uwa, ausgezeichnet. Die EYN ist vor allem im Nordosten Nigerias beheimatet. Als größte christliche Kirche in der Region leidet sie seit Jahren unter Angriffen der islamistischen Terrororganisation Boko Haram. Von den 276 im April 2014 entführten Chibok-Schulmädchen sind die meisten (178) Mitglieder der Ekklesiyar Yan'uwa. Trotz dieser Aggression hat die EYN an dem Friedenszeugnis des Evangeliums festgehalten und auf Aufrufe zur Vergeltung verzichtet. Die Kirche lehrt ihre Mitglieder und vor allem ihre Jugend auf dem biblischen Weg des Friedens und der Versöhnung und hat Kontakte zu Muslimen und Moscheen aufgenommen, die für den Dialog offen sind.
Das Preiskomitee gab 2020 den nächsten Preisträger bekannt: Lutte Pour Le Changement (LUCHA), eine Jugendorganisation in der Demokratischen Republik Kongo, die gewaltfrei für soziale Gerechtigkeit arbeitet. Aufgrund der Einschränkungen durch die COVID-19-Pandemie wurde der Preis auf 2021 verschoben.

## Zusammenarbeit mit anderen Organisationen
Seit 2009 unterstützt das DMFK die internationale Arbeit der Christian Peacemaker Teams. In der Kraft der biblischen Gewaltfreiheit setzt CPT ausgebildete Freiwillige zur Unterstützung lokaler Friedens- und Menschenrechtsaktivisten in Konfliktgebieten ein. Die Präsenz dieser internationalen Friedensfachkräfte gibt unterdrückte Menschen eine Stimme, hilft Gewalt zu reduzieren und schafft Raum für gesellschaftliche Transformationen. Das DMFK trägt zu dieser Arbeit bei und bietet finanzielle Unterstützung für Menschen, die sich dieser Arbeit anschließen wollen.
In Zusammenarbeit mit der CPT-Zentralstelle organisiert das DMFK Inforeisen nach Israel/Palästina, Kurdistan/Nordirak und First Nations/Kanada sowie Einsätze in diesen Projekten. Das zunächst deutschsprachige Projekt wurde zu einem europäischen Netzwerk. Ab 2014 unterstützt DMFK auf der griechischen Insel Lesbos zunächst als Sommerprojekt, ab 2016 als ständige Präsenz unter dem Namen "Aegean Migrant Solidarity" lokale Menschenrechtsgruppen in ihrer Solidarität mit Geflüchteten.
Das DMFK wurde ursprünglich gegründet, um Kriegsdienstverweigerer zu unterstützen und betreuen. Bis zur Aussetzung der Militärdienstpflicht 2011 engagierte sich das DMFK mit anderen kirchlichen und gesellschaftspolitischen Organisationen in der Zentralstelle für Recht und Schutz der Kriegsdienstverweigerer aus Gewissensgründen. Als Anlaufstelle für in Deutschland stationierte US-Soldaten gründete das DMFK 2003 das Military Counseling Network (MCN). Das Military Counseling Network bot den US-Soldaten Rechtsberatung und konkrete Hilfe an, um die US-Armee zu verlassen. Während des Irak-Krieges wurden jährlich bis zu 100 Soldaten beraten. 2008 wurde das Military Counseling Network mit dem „Friedrich Siegmund-Schultze Förderpreis für gewaltfreies Handeln“ ausgezeichnet. 2013 beendete das DMFK seine direkte Zusammenarbeit mit MCN.
Das Komitee arbeitet auf europäischer Ebene vor allem mit Church and Peace e. V. zusammen. Dazu ist das DMFK einer der Träger des mennonitischen Freiwilligenprogramms Christliche Dienste. In Zusammenarbeit mit dem 2005 in Berlin gegründeten Mennonitischen Friedenszentrum unterstützt das DMFK die Arbeit im Bereich des interreligiösen Dialogs in Neukölln/Berlin. Das DMFK nahm an der vom Ökumenischen Rat der Kirchen initiierten Dekade zur Überwindung von Gewalt teil und beteiligt sich an Aktionen des ÖRK für eine Pilgerfahrt der Gerechtigkeit und des Friedens.